# Luchssittich
Der Luchssittich (Myiopsitta luchsi) ist ein kleiner südamerikanischer Papagei aus der Familie der Eigentlichen Papageien. Er bewohnt Bergtäler in den bolivianischen Anden und nistet an steilen Felswänden. Der Luchssittich galt lange als Unterart des Mönchssittichs (M. monachus), wird jedoch mittlerweile auf Grund morphologischer und verhaltenstechnischer Unterschiede von einer Reihe von Autoritäten als eigenständige Art akzeptiert.

## Merkmale

### Aussehen
Der Luchssittich gehört mit einer Größe von 26 bis 28 cm zu den kleineren Vertretern seiner Familie. Der Körperbau entspricht mit einem verhältnismäßig langen, spitz zulaufendem Schwanz und einem kräftigen, stark gebogenen Schnabel dem eines typischen Papageien. Ein äußerlich erkennbarer Sexualdimorphismus besteht bei der Art nicht. Das Gefieder an der Oberseite ist vom Bürzel bis zum Mantel und an den Deckfedern des Flügels in gelblichem Grün gefärbt. Nacken und Ohrdecken fehlt der gelbliche Anteil, sie zeigen stattdessen unmarkiertes Hellgrün. Scheitel, Stirn und Wangen sind hiervon in sehr hellem Grau oder dunklem Weiß abgesetzt, dieselbe Färbung findet sich auch am Kinn und im Brustbereich. Der Augenring und die Zügel sind etwas dunkler. Über den Bauch zieht sich ein breites, leuchtend gelbes Band, das in Richtung der Kloake und der Unterschwanzdecken in ein helles Grün übergeht. Die befiederten Schenkel sind ebenfalls grün gefärbt. Die Innenfahnen der Schwungfedern sind gelblich-grün, während sich an den Außenfahnen ein tiefes Blau findet, das zu den Spitzen hin meist etwas dunkler wird. Die Steuerfedern sind überwiegend grün, mit einer Reihe blauer Markierungen entlang der Federschäfte, die den Schwanz allgemein etwas dunkler als die Rückenpartie erscheinen lassen. Der Schnabel ist gelblich-braun gefärbt, zur Spitze hin wird die Färbung etwas heller. Die Iris des Auges zeigt ein dunkles Braun. Die unbefiederten Läufe sind grau bis fast schwärzlich gefärbt. Das Jugendkleid ist bislang unbeschrieben.

### Stimme
Der Luchssittich verfügt über eine Reihe von Rufen mit bislang nicht näher erforschter Funktion. Dokumentiert sind bislang unter anderem ein schrilles, aufgeregtes Trillern und ein häufig wiederholter, zwitschernd klingender Laut. Darüber hinaus geht manchen Lautäußerungen ein gutturales, wie gruuu-u klingendes Geräusch voraus.

## Habitat und Verhalten
Der Luchssittich ist ein Bewohner hochgelegener Bergtäler, wo er auf Höhen zwischen 1300 und 3000 m nachgewiesen werden kann. Diese sind oft von erheblicher Trockenheit geprägt, die Vegetation wird entsprechend von diese Bedingungen tolerierenden Xerophyten dominiert. Sichtungen des Luchssittichs gelingen meist an steilen Felsklippen oder in der Nähe der wenigen verfügbaren Wasserquellen. Die Vögel sind recht gesellig und bilden häufig kleine Schwärme aus bis zu 22 Individuen. Trotz ihres unzugänglichen Lebensraums sind sie Menschen gegenüber nicht sonderlich scheu. Luchssittiche sind hauptsächlich tagaktiv. Als Nahrung dienen Früchte und Sämereien, darunter die Früchte der Kakteenart Neoraimondia herzogiana und die Samen der Akazien-Art Acacia furcatispina.

## Fortpflanzung

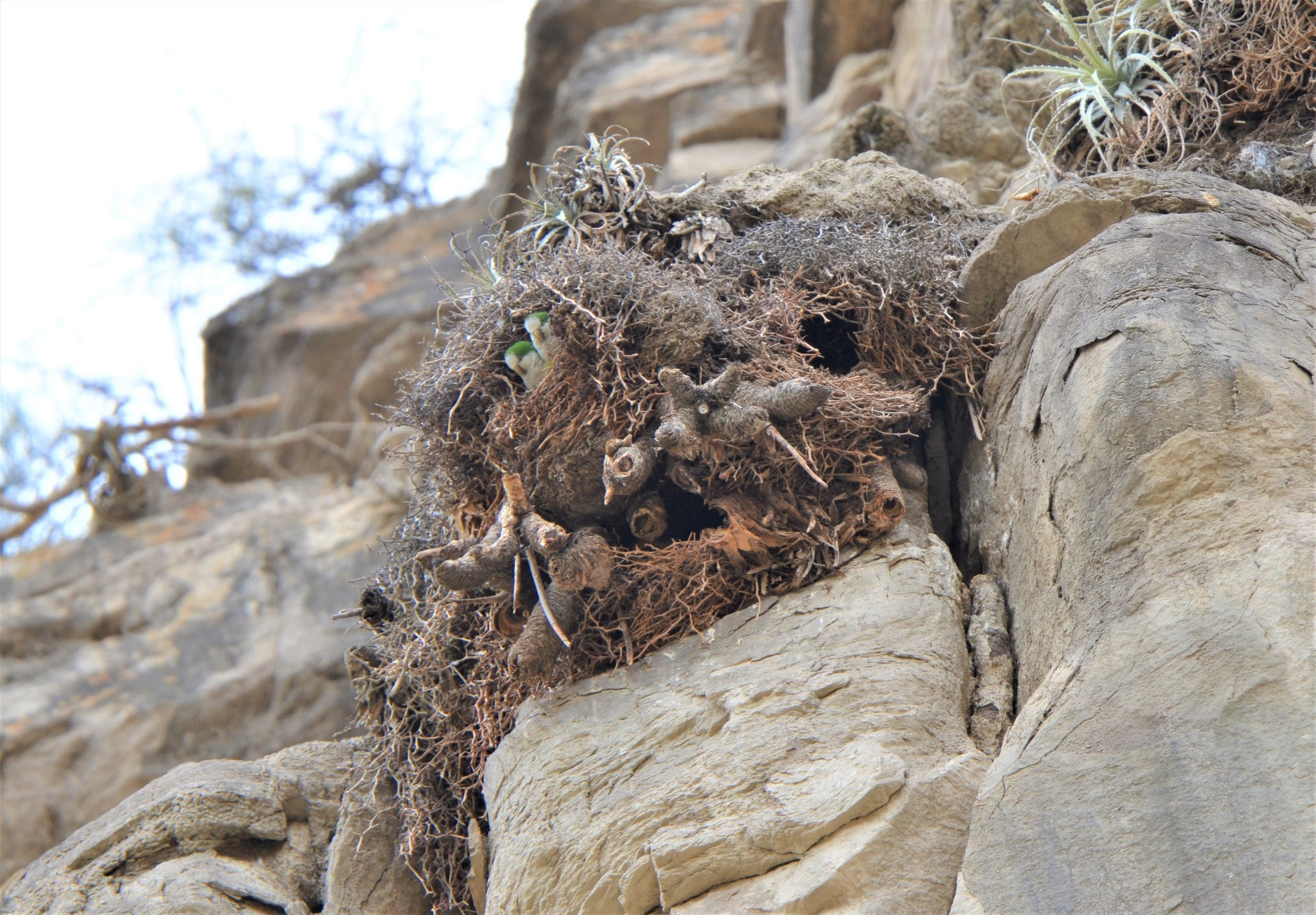
Luchssittichnest mit heraus schauendem Pärchen

Das Fortpflanzungsverhalten des Luchssittichs ist fast gänzlich unbekannt, lediglich die Nester der Art sind im Rahmen einer einzelnen Studie beschrieben worden. Luchssittiche errichten ihre Nester an Felsklippen entlang von Flussläufen, ein für Papageien eher ungewöhnliches Verhalten. Das Nest ist eine klobige Konstruktion aus meist dornigen Zweigen, die fest in kleinen Spalten zwischen den Felsen befestigt werden. Seltener werden die Nester auch überhängend am oberen Rand der Klippe angelegt. Das kleinste von insgesamt 17 untersuchten Nestern hatte eine Länge von nur 0,5 m und einen ebenso großen Durchmesser, während das größte etwa 5 m lang war und einen Durchmesser von circa 1 m besaß. Die Nester verfügen über eine oder mehrere, teils sehr enge Brutkammern, in die schließlich die Eier abgelegt werden.

## Verbreitung und Gefährdung
Das Verbreitungsgebiet des Luchssittichs sind die Täler der Ostkordillere der Anden im zentralen Bolivien auf einer Höhe von 1.300 bis 3.000 Metern über dem Meeresspiegel. Es erstreckt sich vom südöstlichen La Paz über die südlichen Regionen von Cochabamba und Santa Cruz bis in den Norden Chuquisacas. Dort gilt die Art als Landwirtschaftsschädling und wird entsprechend verfolgt. Neben direkter Bejagung werden auch die Nester der Vögel gelegentlich mit Hilfe von Feuer zerstört. Seltener werden darüber hinaus Exemplare für die Haltung als Haustier gefangen. Die IUCN stuft den Luchssittich mit Stand 2021 als near threatened („potenziell gefährdet“) ein und schätzt den globalen Bestand auf etwa 2.500 bis 10.000 Individuen. Die Bestände entwickeln sich negativ.

## Systematik
Die Erstbeschreibung des Luchssittichs stammt aus dem Jahr 1868 und geht auf den deutschen Ornithologen Otto Finsch zurück. Als Fundort des Holotyps ist lediglich „Bolivia“ dokumentiert. Finsch vergab der neuen Art zunächst den wissenschaftlichen Namen Bolborrhynchus Luchsi. Das Artepitheton ehrt ebenso wie der deutsche Trivialname den mit Finsch befreundeten Mediziner und Ornithologen Ernst Luchs. In der Folge wurde der Luchssittich allgemein als Unterart Myiopsitta monachus luchsi des Mönchssittichs aufgefasst. Erst in jüngerer Zeit wird dieser Status auf Grund von Unterschieden in Aussehen und Verhalten von einigen Forschern angezweifelt. Des Weiteren sprechen die Ergebnisse molekulargenetischer Untersuchungen für eine Trennung der beiden Arten. Dieser Auffassung folgt mittlerweile unter anderem die International Ornithologists’ Union.